# Gerd Theissen
Gerd Theissen (født 24. april 1943) er en tysk protestantisk teolog med speciale i Det Nye Testamente. Han var professor ved universitetet i Heidelberg i årene 1980-2008. Hans forskningsmæssige tyngdepunkt ligger på områder som urkristendommens socialhistorie og den historiske Jesus. Han er en af de første, der har studeret Det Nye Testamente med sociologiske metoder.

## Jesus-overleveringen og dens sociale baggrund
En banebrydende bog, der indeholder mange af Theissens centrale ideer, er Soziologie der Jesus-bewegung fra 1977 (på dansk Jesus-overleveringen og dens sociale baggrund, 1979), som har givet anledning til megen debat. Her fokuserer han på de samfundsmæssige aspekter ved Jesus-bevægelsen, på sociale grupper og socialroller i bevægelsen. ”Jesus-bevægelsen” er hans betegnelse for den første gruppe af tilhængere, der samledes omkring Jesus i det 1. århundrede - før kristendommen var etableret som en selvstændig religion i forhold til jødedommen.
Theissen ser Jesus-bevægelsen i et sociologisk perspektiv. Ifølge ham var der i bevægelsen to sociale grupper, der havde et særligt indbyrdes socialt samspil. De to grupper var: 1) vandrerkarismatikerne og 2) de fastboende sympatisører. Vandrerkarismatikerne (et udtryk der er opfundet af ham) var omrejsende prædikanter, der var uden fast bopæl, og som levede af de fastboende sympatisørers gæstfrihed. Vandrerkarismatikernes socialrolle var begrundet i et guddommeligt kald: De var udvalgt af Gud, og derfor fremsagde de deres udsagn med en særlig autoritet (karisma). Theissen betragter Jesus og hans disciple som vandrerkarismatikere.
Vandrerkarismatikerne havde bestemte etiske normer: ikke-vold, ejendomsløshed, bekymringsløshed og afstandtagen fra familier. Disse normers skinner igennem forskellige steder i evangelierne. (Matt. 5, 38-41; Mark. 6,8-9; Matt. 6,25-34 og Luk. 14,26)
De fastboende sympatisører (menigheder) anså vandrerkarismatikerne for at være åndelige autoriteter. Sympatisørerne gav vandrerkarismatikerne et materielt grundlag for deres virke (husly, føde og klæder).
I forbindelse med Jesus-bevægelsens udvikling frem mod at blive en verdensomspændende religion (kristendommen) skete der en udvikling i socialrollerne, siger Theissen. I den palæstinensiske Jesus-bevægelse havde vandrerkarismatikerne været de afgørende autoriteter. Men da bevægelsen efter Jesu død bevægede sig uden for Palæstinas grænser, blev det efterhånden de fastboende menighedsledere, der fik det afgørende ord. Vandrerkarismatikerne mistede stadig mere af deres autoritet – og dermed stadig mere af deres betydning 
En følge heraf blev, at etikken bevægede sig bort fra vandrerkarismatikernes normer om ejendomsløshed og afstandtagen fra familier. Menighederne blev i højere grad orienteret mod det sociale samliv i de kristne storfamilier. Paulus giver således anvisninger om forholdet mellem mænd og hustruer, og mellem forældre og børn. (Efeserbrevet, kap. 5,21-33 og Kolossenserbrevet, kap. 3,18-21). Denne udvikling er fortsat helt frem til vor tids kristendom, der sætter familieværdier i høj kurs.
Theissen understreger, at selv om han laver sociologiske undersøgelser af urkristendommen, er han ikke ophørt med at være teolog. Han påstår ikke, at de samfundsmæssige forhold er de vigtigste faktorer bag Jesus-bevægelsen og dens udvikling. Han vil ikke ensidigt forklare religiøse fænomener som årsagsbestemte af sociale faktorer. Han vil snarere tale om et vekselvirkningsforhold mellem religiøse faktorer og sociale faktorer.

## Galilæerens skygge
I sin bog Galilæerens skygge (1986) formidler Theissen historisk Jesusforskning i en fortællende form. Bogen kan karakteriseres som en teologisk roman om Jesus og hans tid. Fortælleren er en opdigtet person, en jødisk købmand, der af romerne får til opgave at spionere mod Jesus af Nazaret for at finde ud af, hvem han er. Handlingen bliver løbende kommenteret af Theissen, der i fodnoter henviser til Bibelen og teologisk litteratur.